# Правила дорожнього руху для велосипедистів
Пра́вила доро́жнього ру́ху для велосипе́дів — перелік правил, що регулюють обов'язки велосипедистів, а також технічні вимоги, визначені до транспортних засобів для забезпечення безпеки дорожнього руху.

## Визначення

Знак 4.12. Доріжка для велосипедистів

Згідно із правилами дорожнього руху,
Велосипед — це транспортний засіб, крім інвалідних колясок, що приводиться в рух мускульною силою людини, яка знаходиться на ньому.  
Велосипедист — особа, яка керує велосипедом.
Велосипедна доріжка — виконана в межах дороги чи поза нею доріжка з покриттям, що призначена для руху на велосипедах і позначена дорожнім знаком 4.12.

## Технічні вимоги
Велосипеди повинні бути обладнані звуковим сигналом та світловідбивачами: спереду — білого кольору, по боках — жовтогарячого, ззаду — червоного.
- Для руху в темну пору доби та в умовах недостатньої видимості на велосипеді необхідно ввімкнути ліхтар (фару).

## Вимоги до велосипедистів
- Рухатися по дорозі на велосипедах дозволяється особам, які досягли 14 років
- Для водіїв велосипедів місцевими органами виконавчої влади може бути встановлена картка, в яку заноситься інформація про водія і яку водії велосипедів у такому разі повинні мати при собі.

## Рух по дорозі
- Водії велосипедів, рухаючись групами, повинні Їхати один за одним, щоб не заважати іншим учасникам дорожнього руху.
- Колона велосипедистів, що рухається по проїзній частині, повинна бути розділена на групи (до 10 велосипедистів у групі) з дистанцією руху між групами 80-100 м.
- Якщо велосипедна доріжка перетинає дорогу поза перехрестям, водії велосипедів зобов'язані дати дорогу іншим транспортним засобам, що рухаються по дорозі.
- Рух по проїзній частині на велосипедах, мопедах, гужових возах (санях) і вершникам дозволяється лише в один ряд по правій крайній смузі якомога правіше, за винятком випадків, коли виконується об'їзд.
- Поворот ліворуч та розворот дозволяється на дорогах з однією смугою для руху в кожному напрямку і без трамвайної колії посередині[2].
- Дозволяється рух по узбіччю, якщо це не створить перешкод пішоходам.[3]

## Вантажі
Водії велосипедів можуть перевозити лише такі вантажі, які не заважають керувати транспортним засобом і не створюють перешкод іншим учасникам дорожнього руху.

## Велосипедистам забороняється
- керувати велосипедом з несправним гальмом, звуковим сигналом, а в темну пору доби і в умовах недостатньої видимості — з не увімкненою фарою чи без світловідбивачів на велосипеді;
- рухатися по автомагістралях і дорогах для автомобілів, а також по проїзній частині, коли поряд є велосипедна доріжка;
- рухатися по тротуарах і пішохідних доріжках (крім дітей до 7 років на дитячих велосипедах під наглядом дорослих);
- під час руху триматися за інший транспортний засіб;
- їздити не тримаючись за кермо та знімати ноги з педалей (підніжок);
- перевозити пасажирів на велосипеді, за винятком дітей до 7 років, на додатковому сидінні, обладнаному надійно закріпленими підніжками;
- буксирування велосипедів;
- буксирування причепа, не передбаченого для експлуатації цим транспортним засобом.

## Правова база
Правила дорожнього руху затверджені постановою Кабінету міністрів України від 10 жовтня 2001 року N 1306, в яких зазначено окремий пункт для велосипедистів. Пункт 6 «Вимоги до велосипедистів».
У 2011 році постановою Кабміну №1029 (від 26.09.2011) пункт 6 Правил дорожнього руху було викладено у новій редакції, в якій було виключено слово «мопед».

## В інших країнах
Німеччина
Велосипедисти повинні тільки тоді використовувати зазначену знаками велосипедну доріжку, коли це зручно їм для їзди.
Велосипедисту дозволяється об'їжджати автомобіль з правого боку, якщо є для цього достатньо місця, і при дотриманні необхідної для цього маневру обережності. Але об'їзд дозволяється тільки між автомашиною і бордюром дороги.  Не можна при об'їзді проїжджати між автомобілями.
На велосипедних доріжках принципово дозволяється велосипедистам їхати поруч один з одним, так само як на дорозі, коли велосипедисти їдуть групою, що складається з не менше 16 велосипедів.
Для всіх  велосипедів правила дорожнього руху наказують встановити на велосипеді діючу так звану  «Світлову машинку» на колесі, тобто  динамо.
Велосипедисту дозволяється слухати музику під час їзди на велосипеді за допомогою навушників на обох вухах.  Але при цьому він повинен бути впевнений, що цілком адекватно сприймає дорожню обстановку.
Крім цього, правила дорожнього руху дозволяють собаці супроводжувати велосипедиста під час їзди. 
Велосипедистам у Німеччині заборонено: 
1. Їздити по автобанах[4].
2. Їхати по лівій стороні дороги за відсутності справа велосипедної доріжки.
3. Їхати по тротуару і території, призначеної для пішоходів.
4. Їхати по дорозі з одностороннім рухом в протилежному напрямку.
5. Перетинати пішохідний перехід, не злазити з велосипеда.
6. Перевищувати швидкість руху[4].
7. Посадити людину на багажник велосипеда.
8. Їхати на велосипеді в нетверезому стані[4].
9. Розмовляти по мобільному телефону (за винятком hands-free гарнітури)[4].
10. Їхати на велосипеді, не тримаючись двома руками за кермо[4].